# Représentations diplomatiques du Pérou

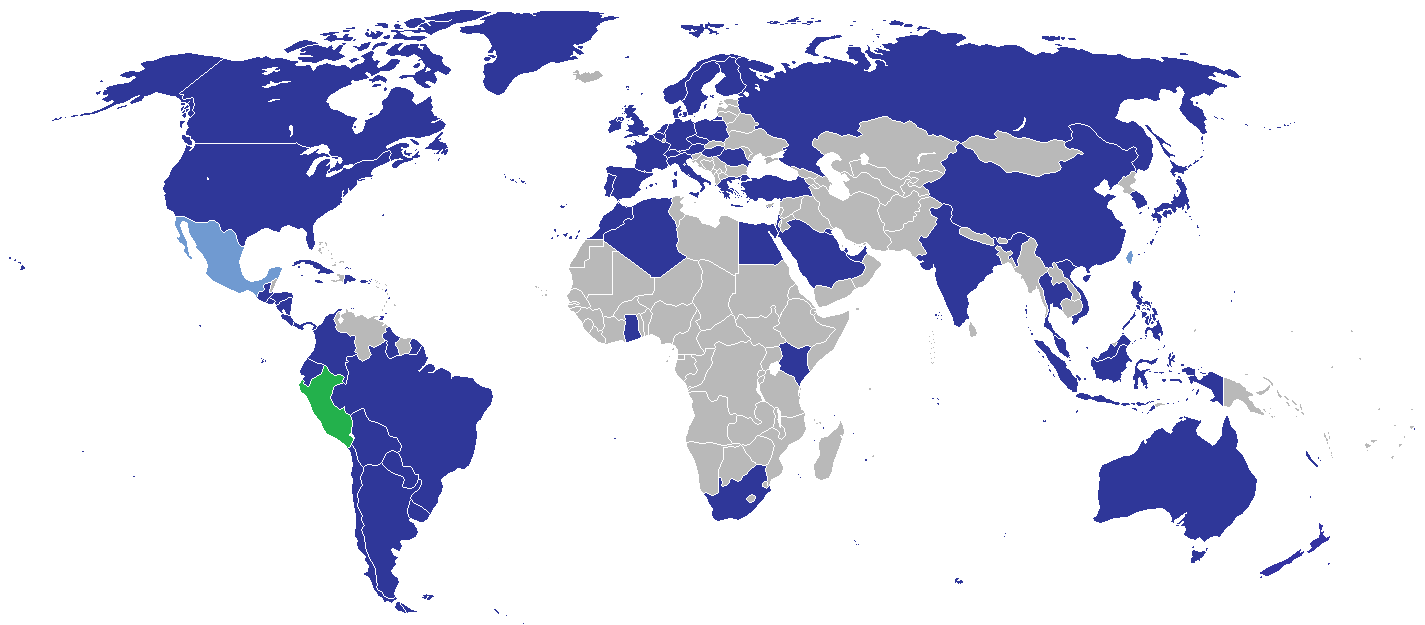
Représentations diplomatiques du Pérou :
Pérou
Ambassade
Représentation commerciale

Voici les représentations diplomatiques du Pérou à l'étranger :

## Afrique
- Afrique du Sud
  - Pretoria (ambassade)
- Algérie
  - Alger (ambassade)
- Égypte
  - Le Caire (ambassade)
- Ghana
  - Accra (ambassade)
- Kenya
  - Nairobi (ambassade)
- Maroc
  - Rabat (ambassade)

## Amérique
- Argentine
  - Buenos Aires (ambassade)
  - Córdoba (consulat général)
  - La Plata (consulat général)
  - Mendoza (consulat général)
- Bolivie
  - La Paz (ambassade)
  - Cochabamba (consulat général)
  - Santa Cruz de la Sierra (consulat général)
  - Sucre (consulat)
- Brésil
  - Brasilia (ambassade)
  - Manaus (consulat général)
  - Rio Branco (consulat général)
  - Rio de Janeiro (consulat général)
  - São Paulo (consulat général)
- Canada
  - Ottawa (ambassade)
  - Montréal (consulat général)
  - Toronto (consulat général)
  - Vancouver (consulat général)
- Chili
  - Santiago (ambassade)
  - Arica (consulat général)
  - Iquique (consulat général)
- Colombie
  - Bogota (ambassade)
  - Leticia (consulat général)
  - Medellín (consulat général)
- Costa Rica
  - San José (ambassade)
- Cuba
  - La Havane (ambassade)
- Équateur
  - Quito (ambassade)
  - Cuenca (consulat général)
  - Guayaquil (consulat général)
  - Loja (consulat général)
  - Machala (consulat général)
- États-Unis
  - Washington (ambassade)
  - Atlanta (consulat général)
  - Boston (consulat général)
  - Chicago (consulat général)
  - Dallas (consulat général)
  - Denver (consulat général)
  - Hartford (consulat général)
  - Houston (consulat général)
  - Los Angeles (consulat général)
  - Miami (consulat général)
  - New York (consulat général)
  - Paterson (consulat général)
  - Phoenix (consulat général)
  - Salt Lake City (consulat général)
  - San Francisco (consulat général)
- Guatemala
  - Guatemala (ambassade)
- Honduras
  - Tegucigalpa (ambassade)
- Mexique
  - Mexico (ambassade)
- Nicaragua
  - Managua (ambassade)
- Panama
  - Panama (ambassade)
- Paraguay
  - Asunción (ambassade)
- République dominicaine
  - Saint-Domingue (ambassade)
- Salvador
  - San Salvador (ambassade)
- Trinité-et-Tobago
  - Port-d'Espagne (ambassade)
- Uruguay
  - Montevideo (ambassade)

## Asie
- Arabie saoudite
  - Riyad (ambassade)
- Chine
  - Pékin (ambassade)
  - Canton (consulat général)
  - Hong Kong (consulat général)
  - Shanghai (consulat général)
- Corée du Sud
  - Séoul (ambassade)
- Émirats arabes unis
  - Abou Dabi (ambassade)
  - Dubaï (consulat général)
- Inde
  - New Delhi (ambassade)
- Indonésie
  - Jakarta (ambassade)
- Israël
  - Tel Aviv (ambassade)
- Japon
  - Tokyo (ambassade)
  - Nagoya (consulat général)
- Koweït
  - Koweït (ambassade)
- Malaisie
  - Kuala Lumpur (ambassade)
- Qatar
  - Doha (ambassade)
- Singapour
  - Singapour (ambassade)
- Taïwan
  - Taipei (bureau commercial)
- Thaïlande
  - Bangkok (ambassade)
- Turquie
  - Ankara (ambassade)
- Viêt Nam
  - Hanoï (ambassade)

## Europe
- Allemagne
  - Berlin (ambassade)
  - Francfort (consulat général)
  - Hambourg (consulat général)
  - Munich (consulat général)
- Autriche
  - Vienne (ambassade)
- Belgique
  - Bruxelles (ambassade)
- Espagne
  - Madrid (ambassade)
  - Barcelone (consulat général)
  - Bilbao (consulat général)
  - Séville (consulat général)
  - Valence (consulat général)
- Finlande
  - Helsinki (ambassade)
- France
  - Paris (ambassade)
  - Paris (consulat général)
- Grèce
  - Athènes (ambassade)
- Hongrie
  - Budapest (ambassade)
- Irlande
  - Dublin (ambassade)
- Italie
  - Rome (ambassade)
  - Florence (consulat général)
  - Gênes (consulat général)
  - Milan (consulat général)
  - Trieste (consulat général)
  - Turin (consulat général)
- Norvège
  - Oslo (ambassade)
- Pays-Bas
  - La Haye (ambassade)
  - Amsterdam (consulat général)
- Pologne
  - Varsovie (ambassade)
- Portugal
  - Lisbonne (ambassade)
- Roumanie
  - Bucarest (ambassade)
- Royaume-Uni
  - Londres (ambassade)
- Russie
  - Moscou (ambassade)
- Suède
  - Stockholm (ambassade)
- Suisse
  - Berne (ambassade)
  - Genève (consulat général)
- Tchéquie
  - Prague (ambassade)
- Vatican
  - Cité du Vatican (ambassade)

## Océanie
- Australie
  - Canberra (ambassade)
  - Sydney (consulat général)
- Nouvelle-Zélande
  - Wellington (ambassade)

## Organisations internationales
- Bruxelles  (mission permanente auprès de l'Union européenne)
- Genève  (mission permanente auprès de l'Organisation des Nations unies)
- Montevideo  (missions permanentes auprès du MERCOSUR) et l'ALADI)
- New York (mission permanente auprès de l'Organisation des Nations unies)
- Paris (mission permanente auprès de l'UNESCO)
- Rome (mission permanente auprès de l'Organisation des Nations unies pour l'alimentation et l'agriculture)
- Vienne (mission permanente auprès de l'Organisation des Nations unies)
- Washington, D.C. (mission permanente auprès de l'Organisation des États américains)

## Galerie

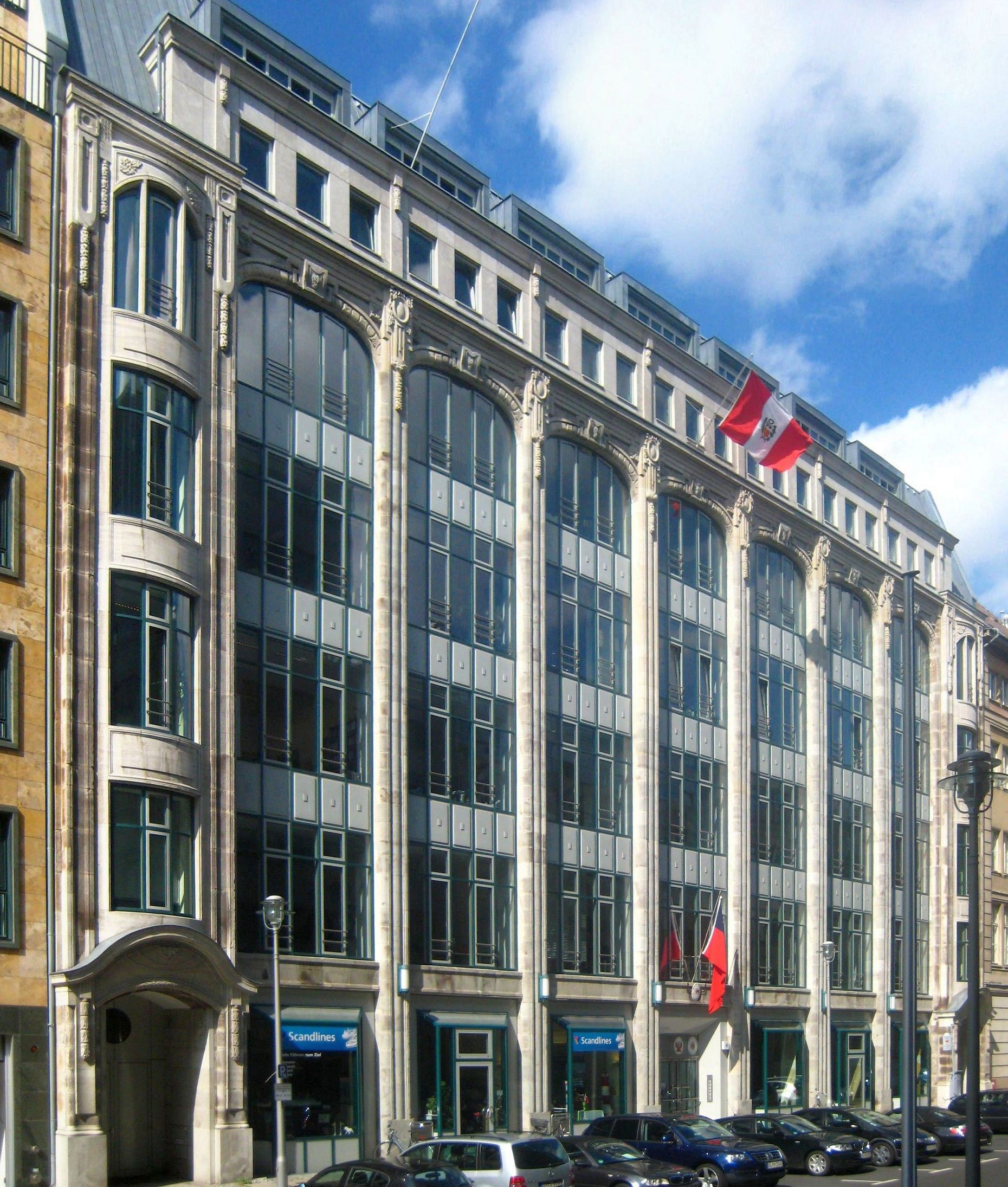
Ambassade à Berlin.
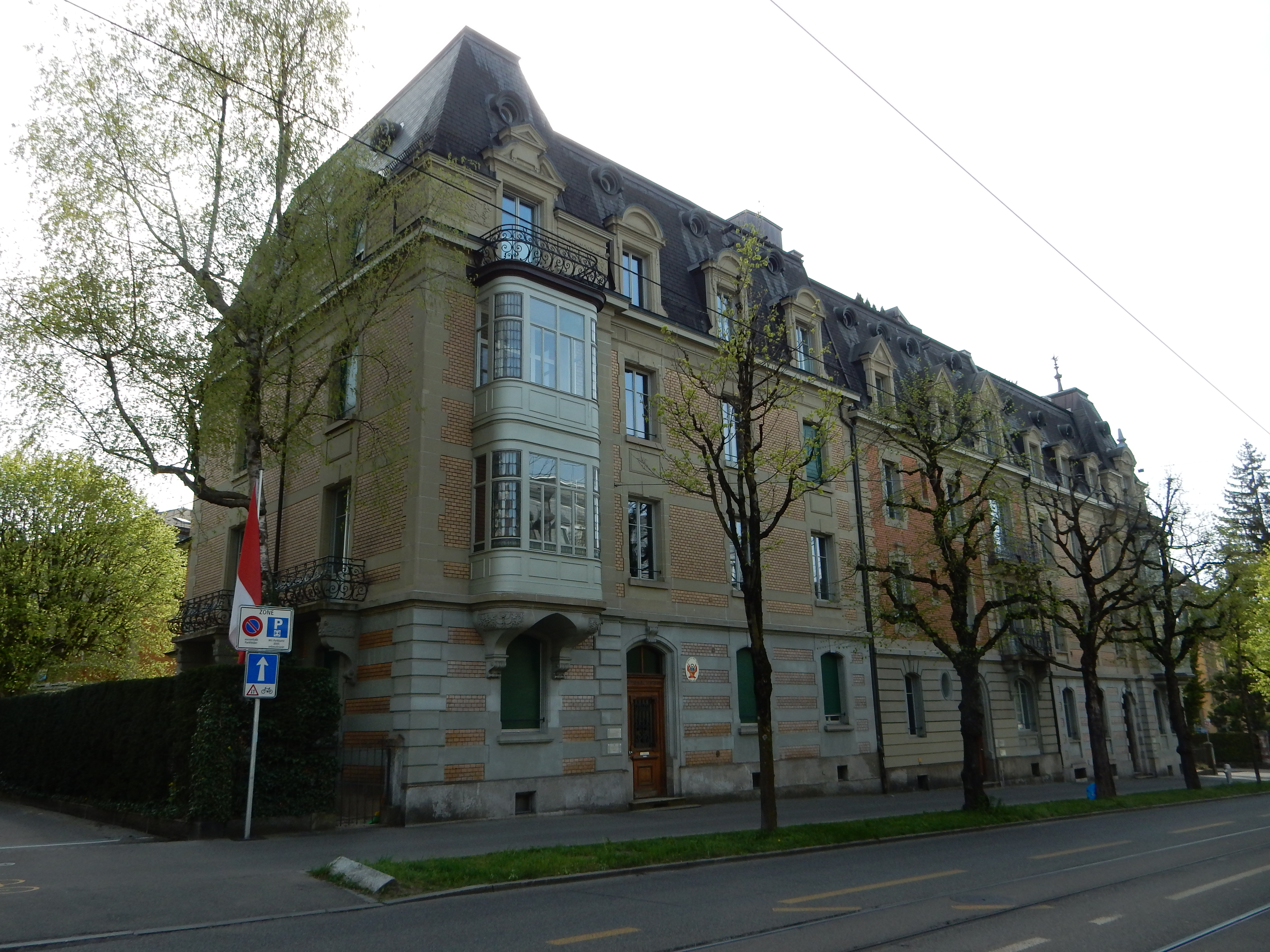
Ambassade à Berne.
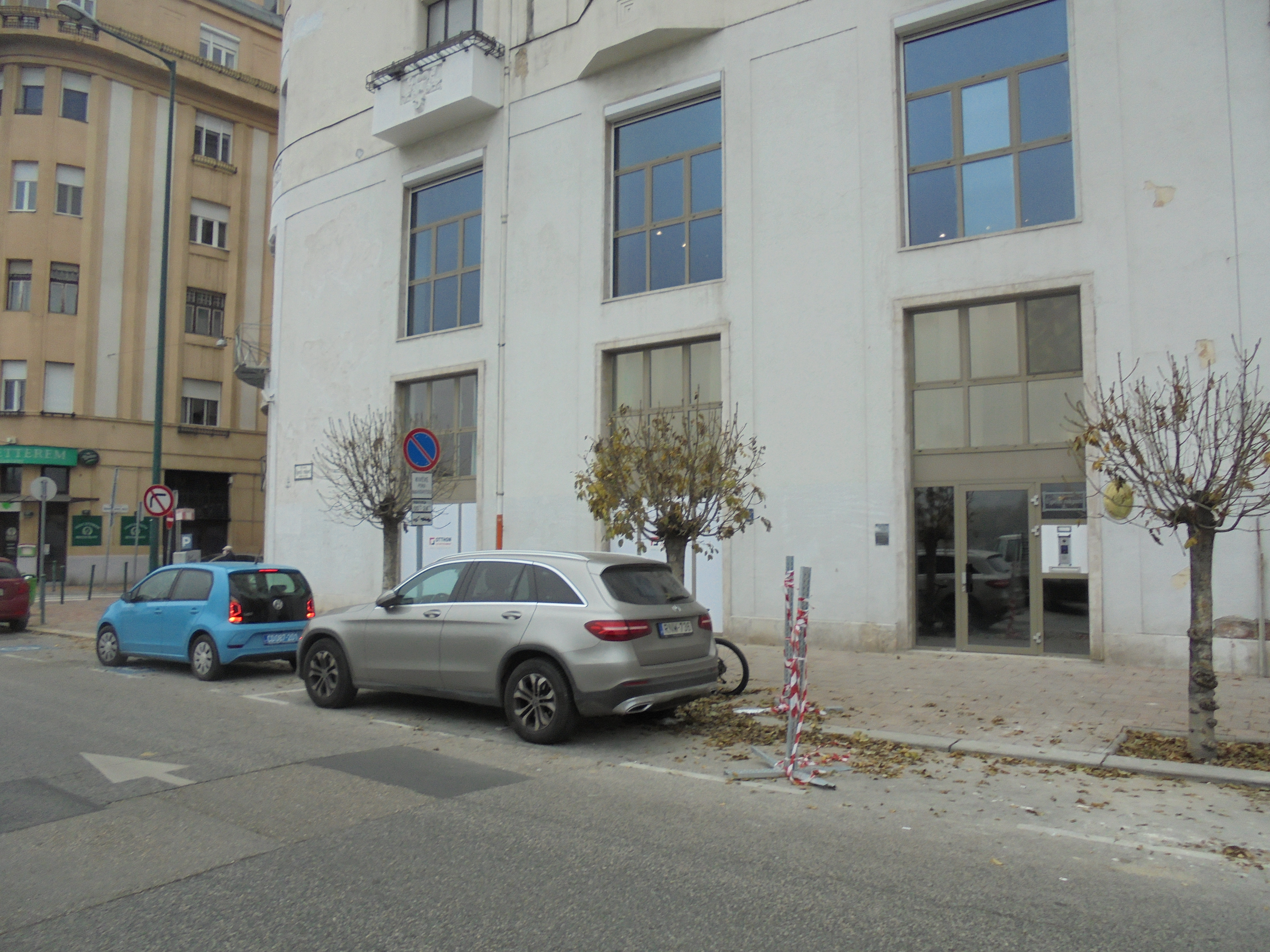
Ambassade à Budapest.
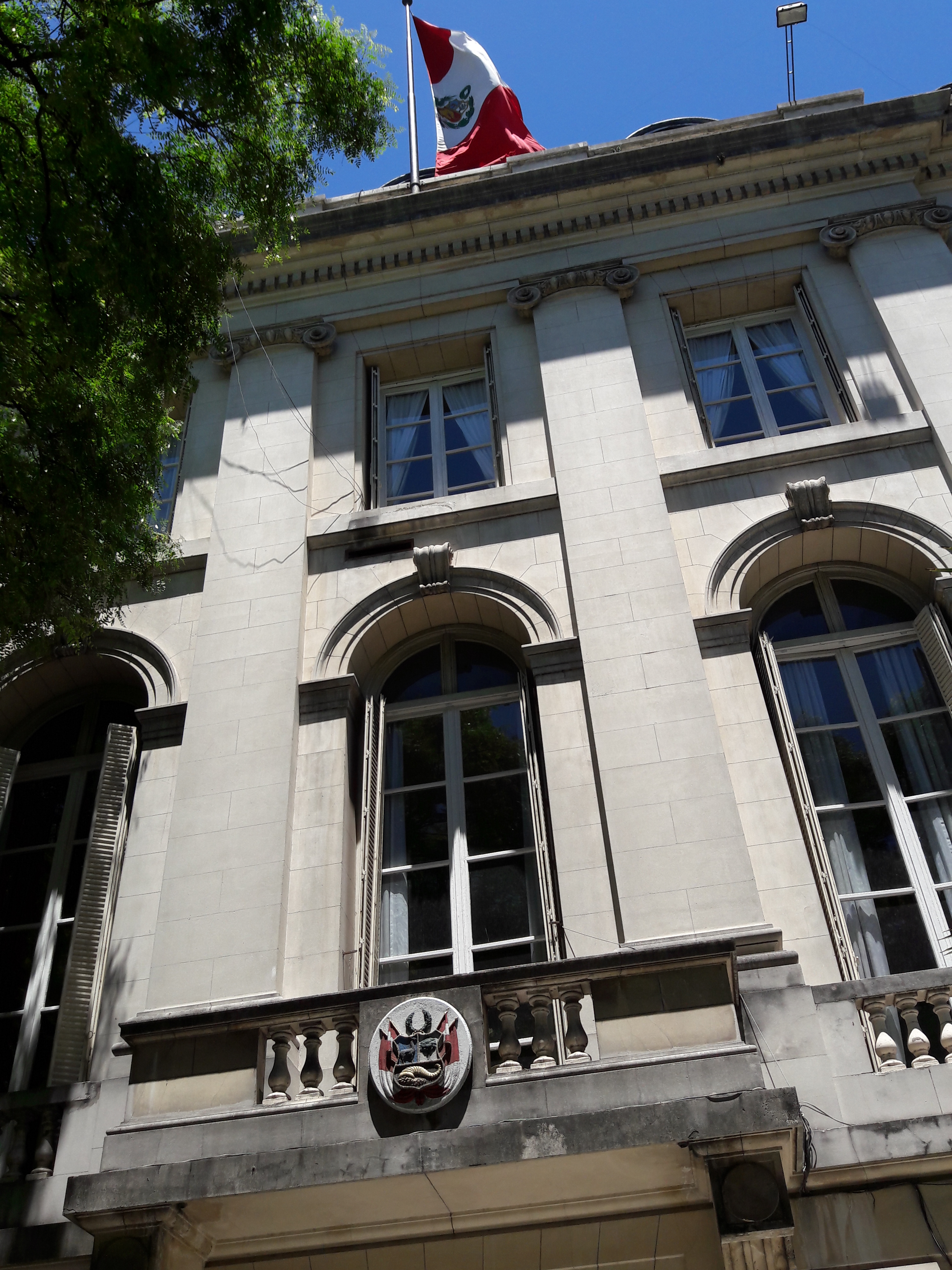
Ambassade à Buenos Aires.
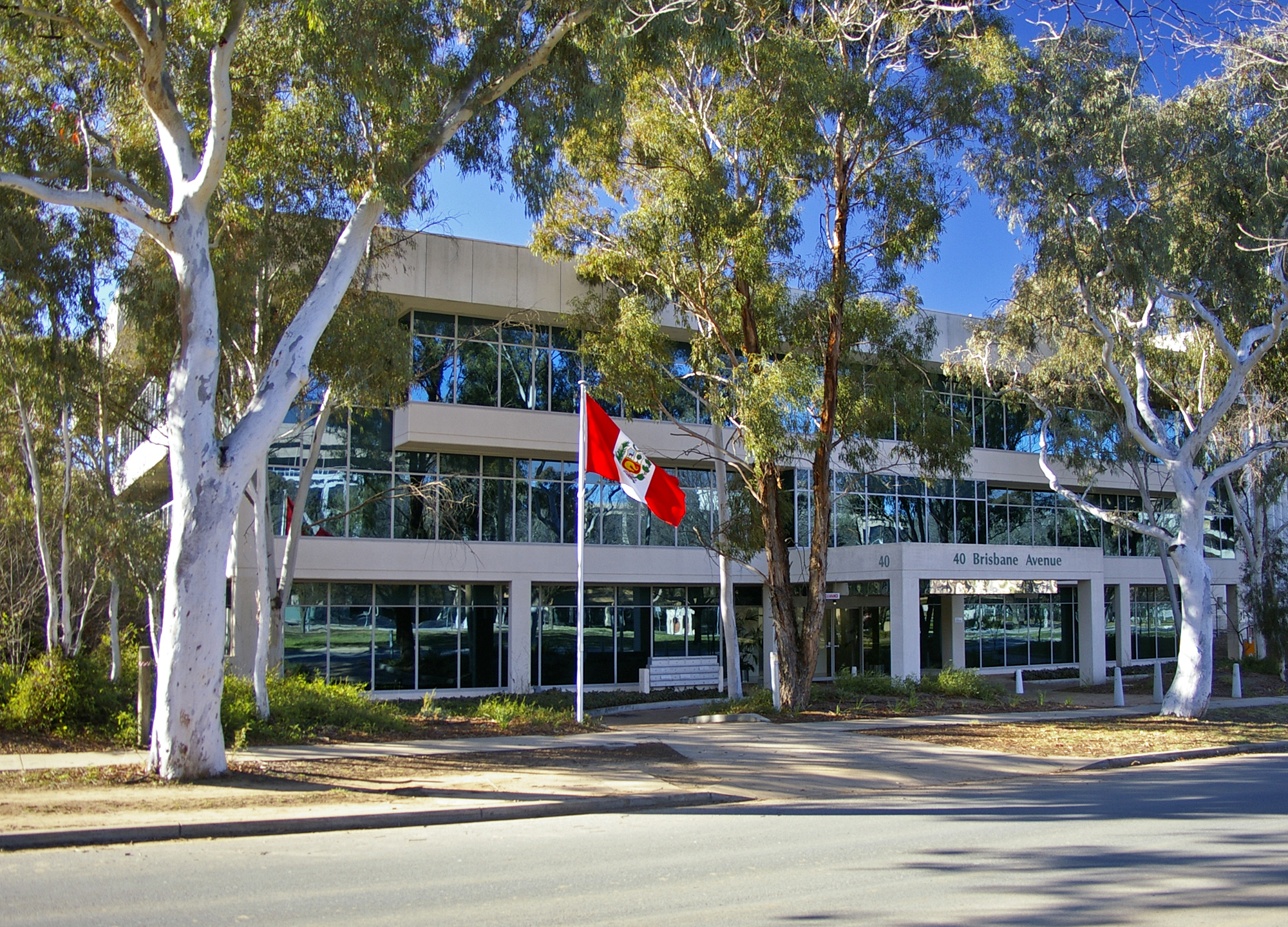
Ambassade à Canberra.
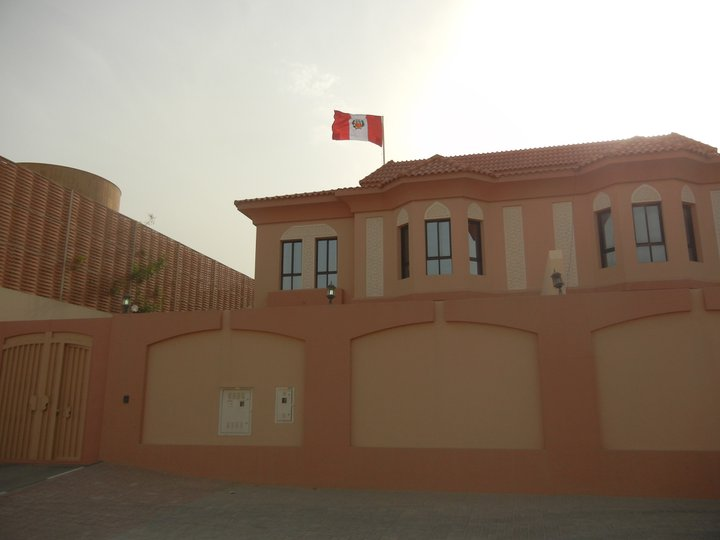
Ambassade à Doha.
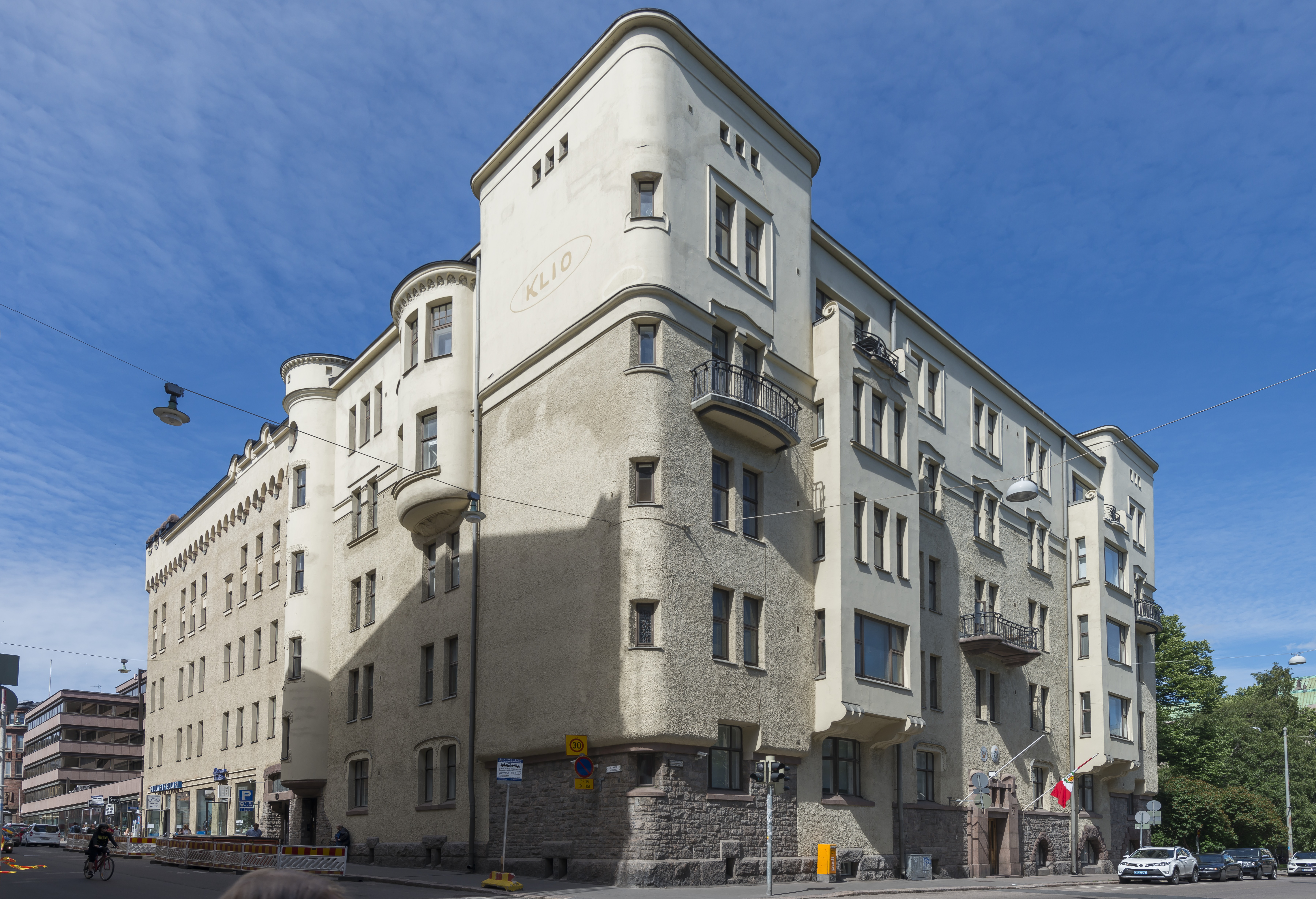
Ambassade à Helsinki.
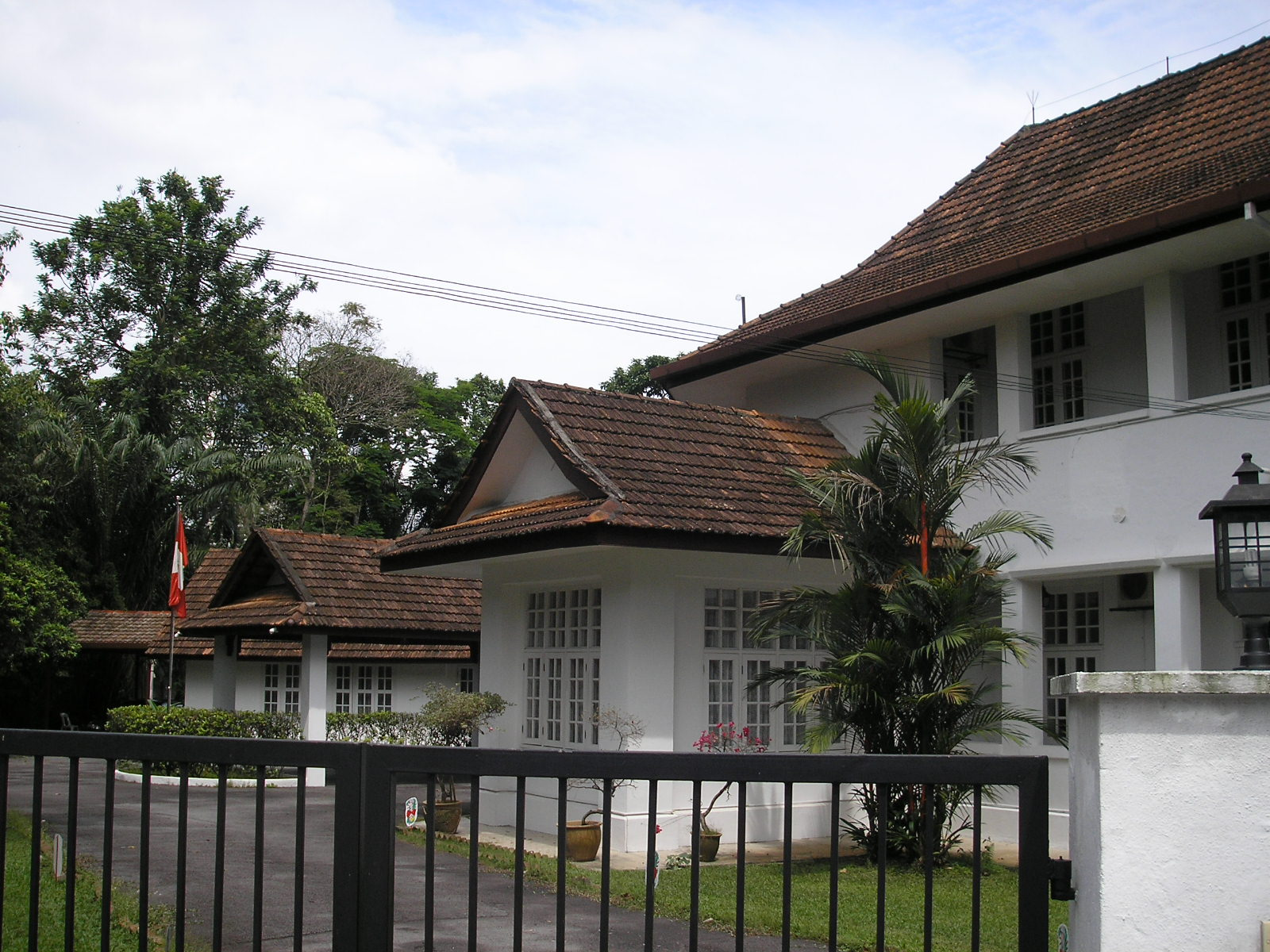
Ambassade à Kuala Lumpur.
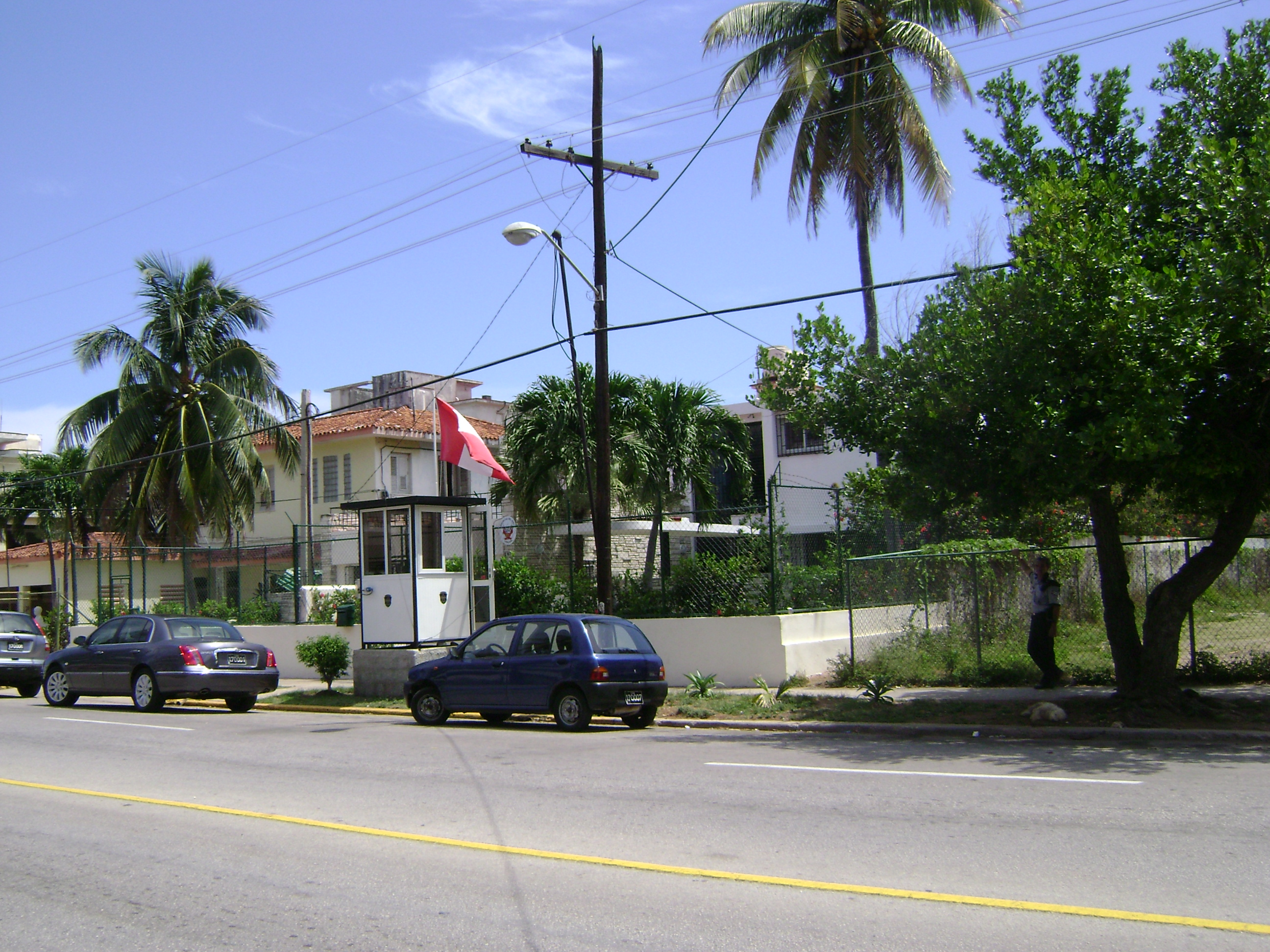
Ambassade à La Havane.
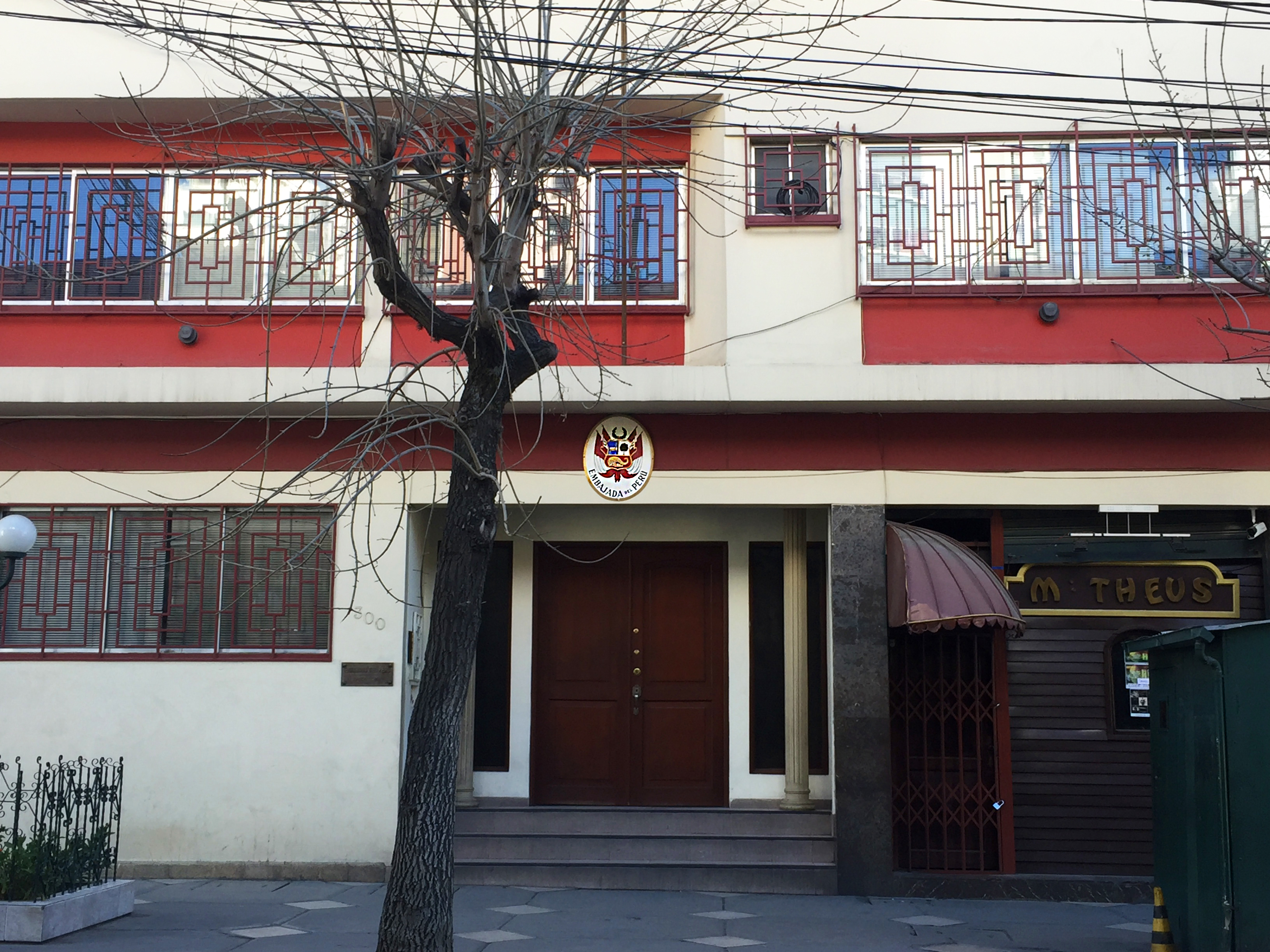
Ambassade à La Paz.
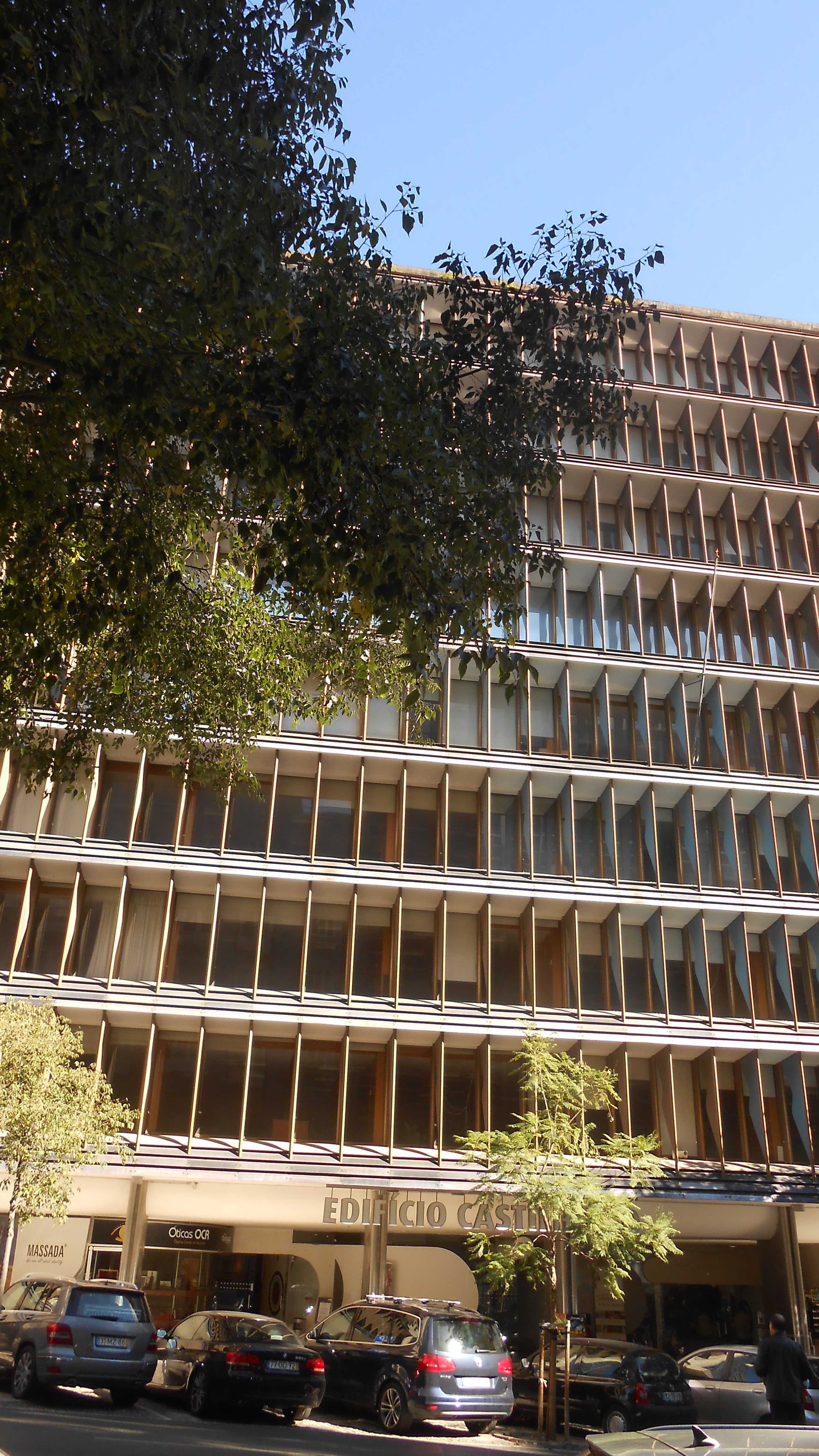
Ambassade à Lisbonne.
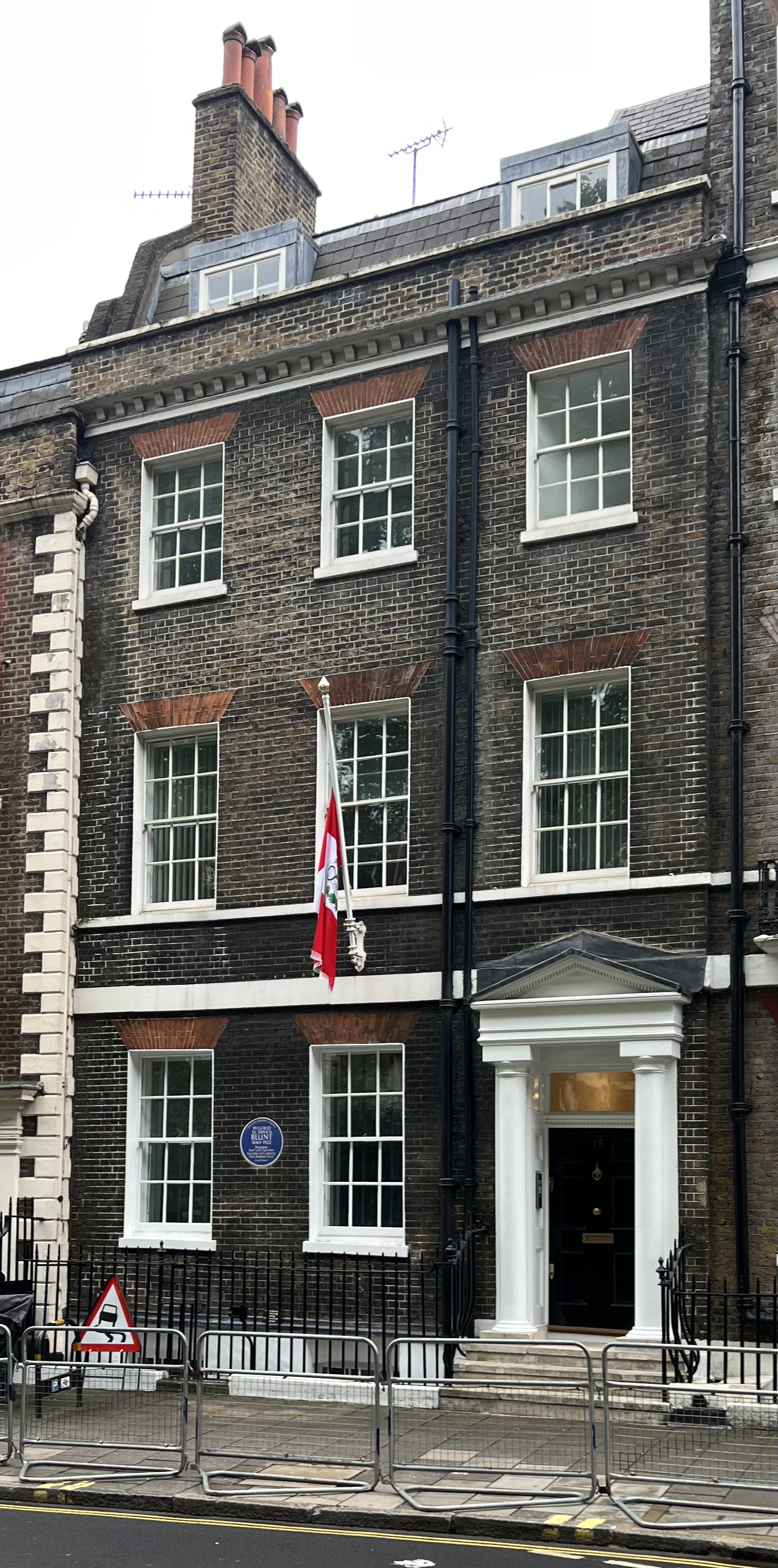
Ambassade à Londres.
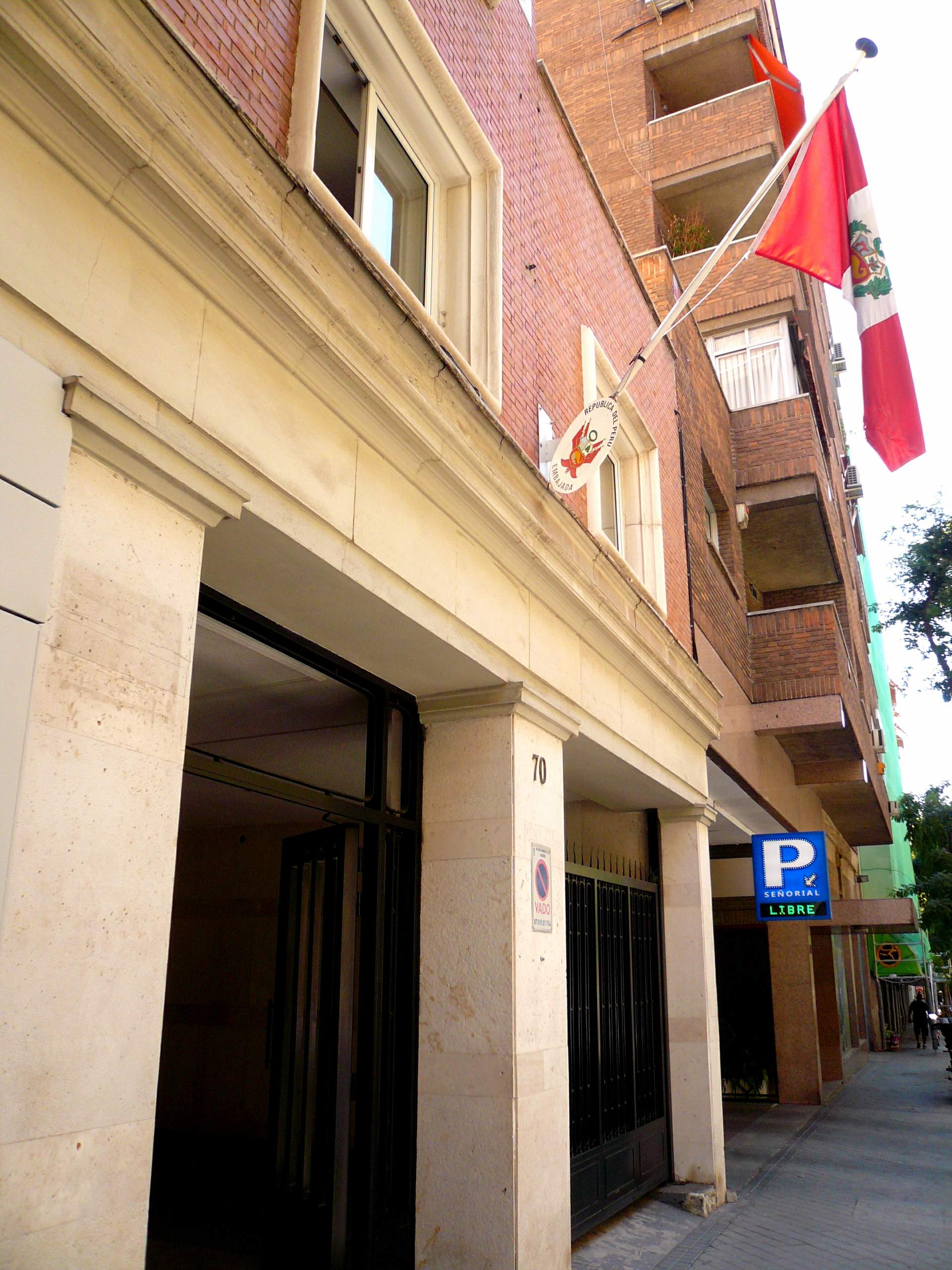
Ambassade à Madrid.
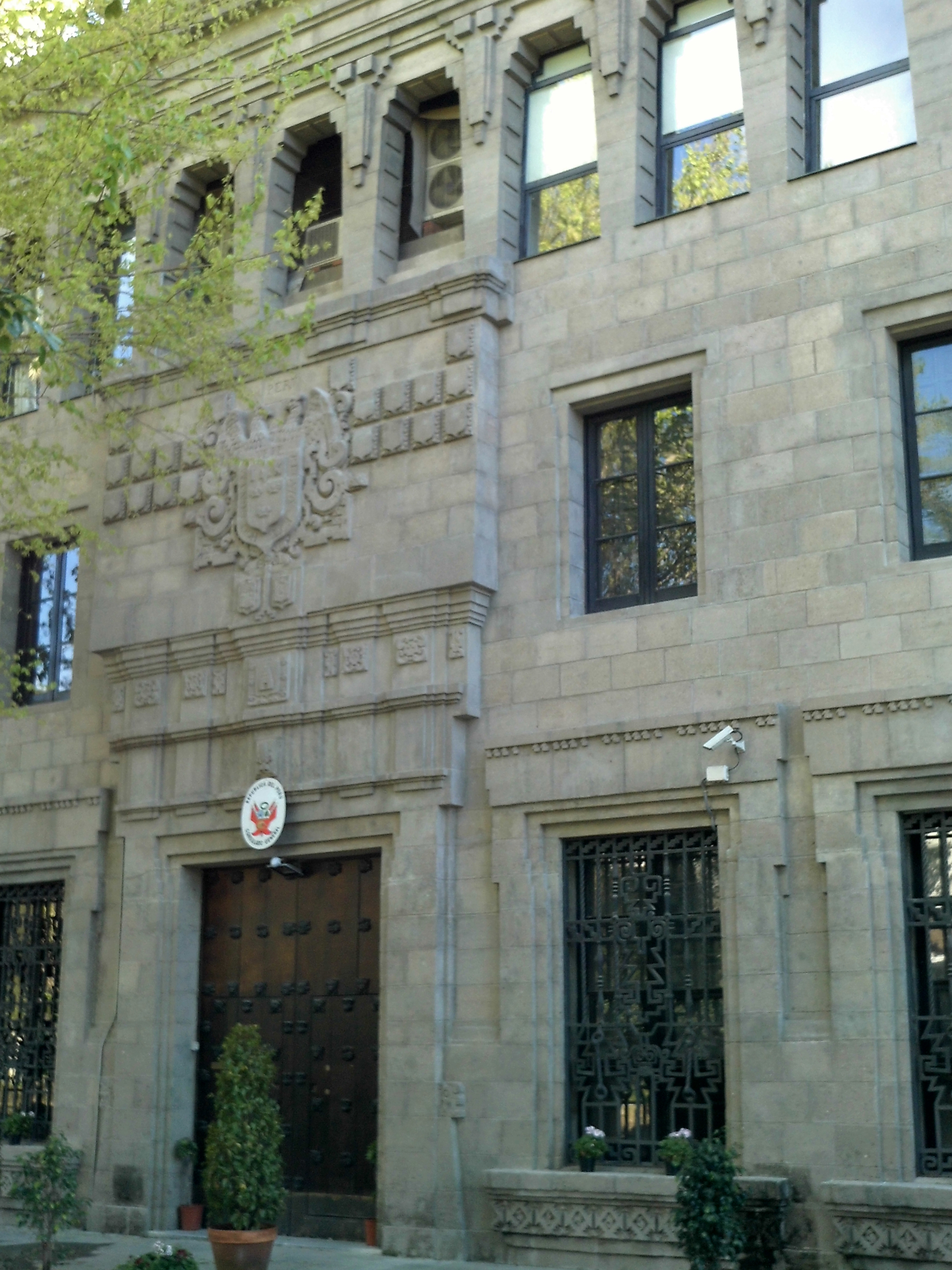
Consulat général à Séville.
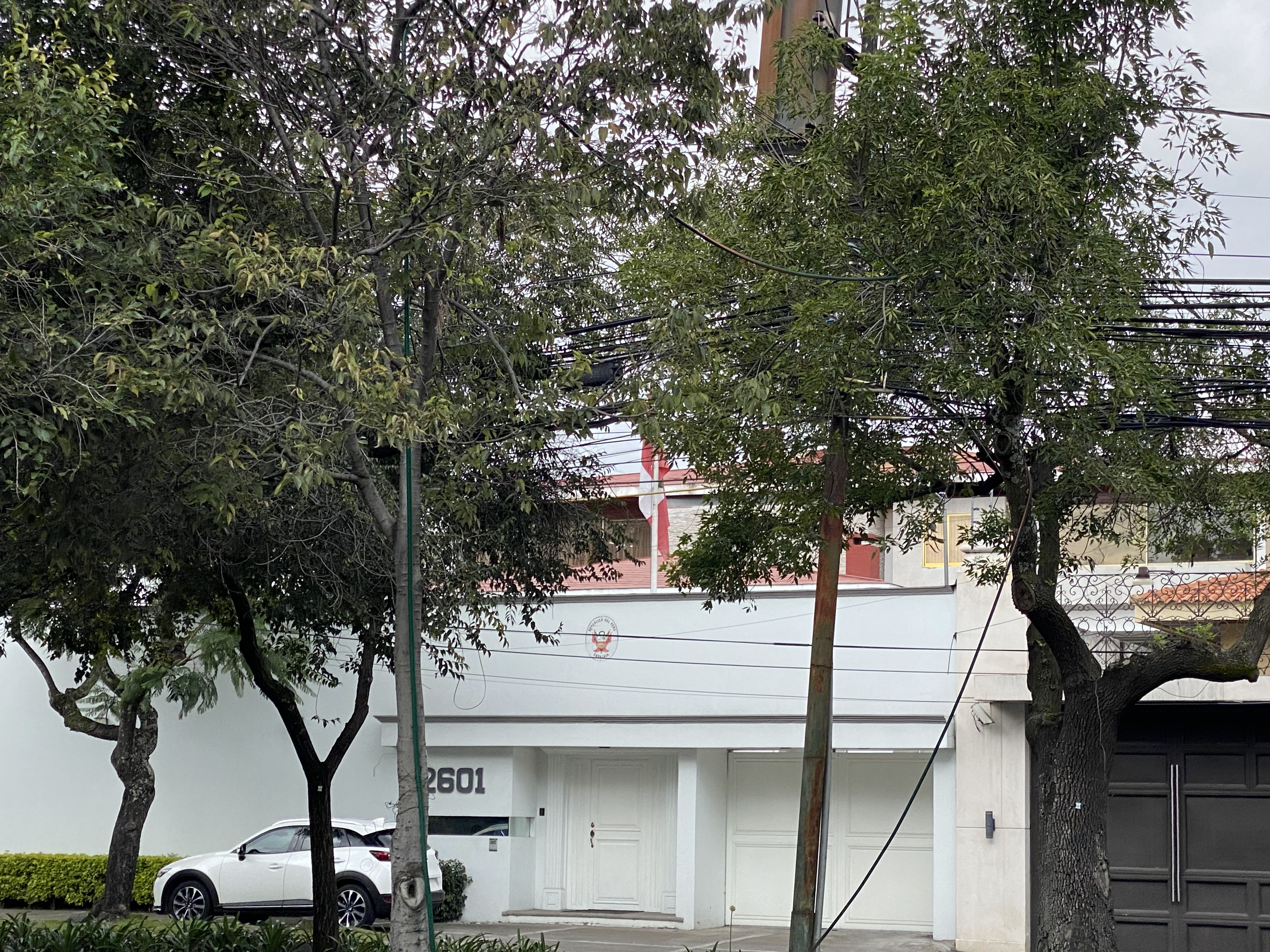
Ambassade à Mexico.
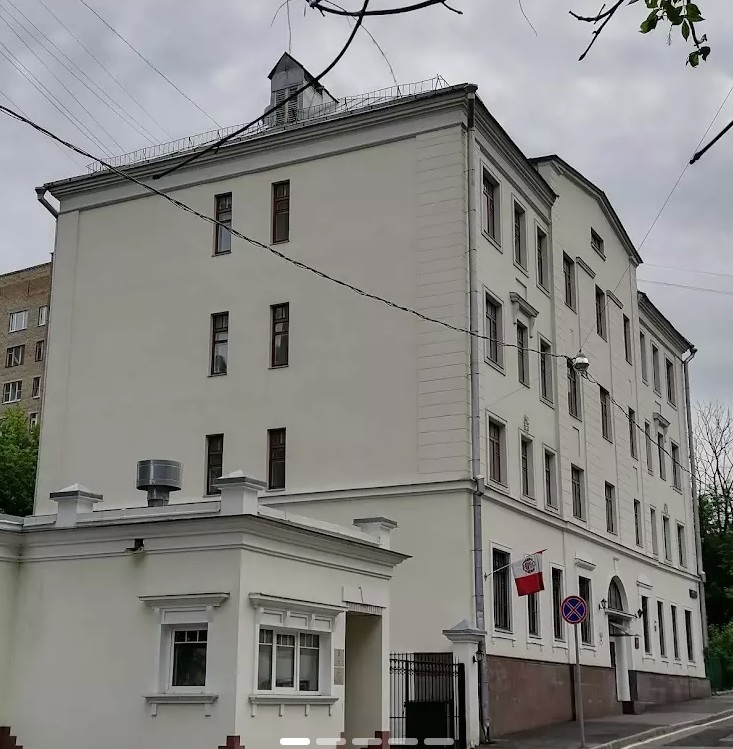
Ambassade à Moscou.
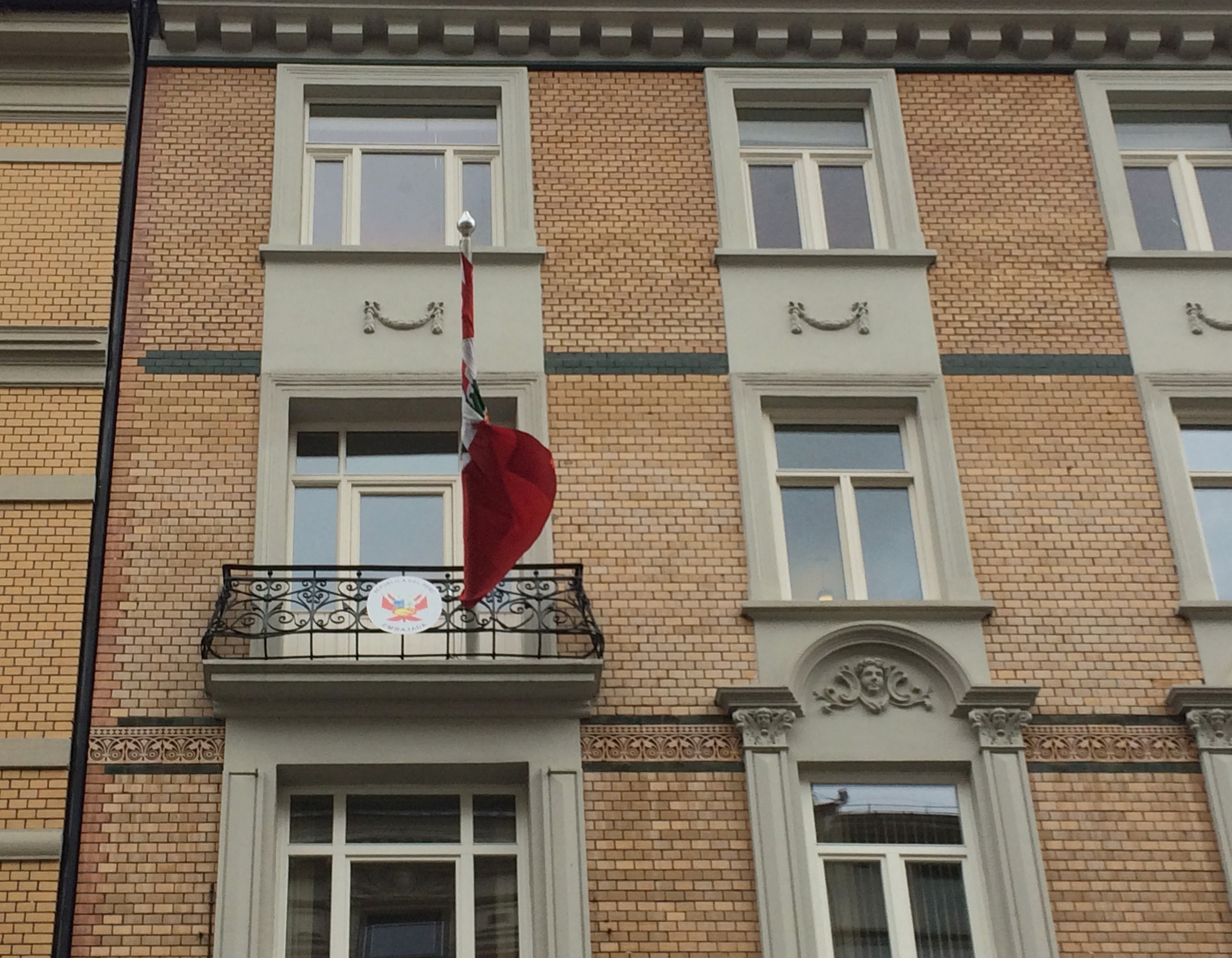
Ambassade à Oslo.
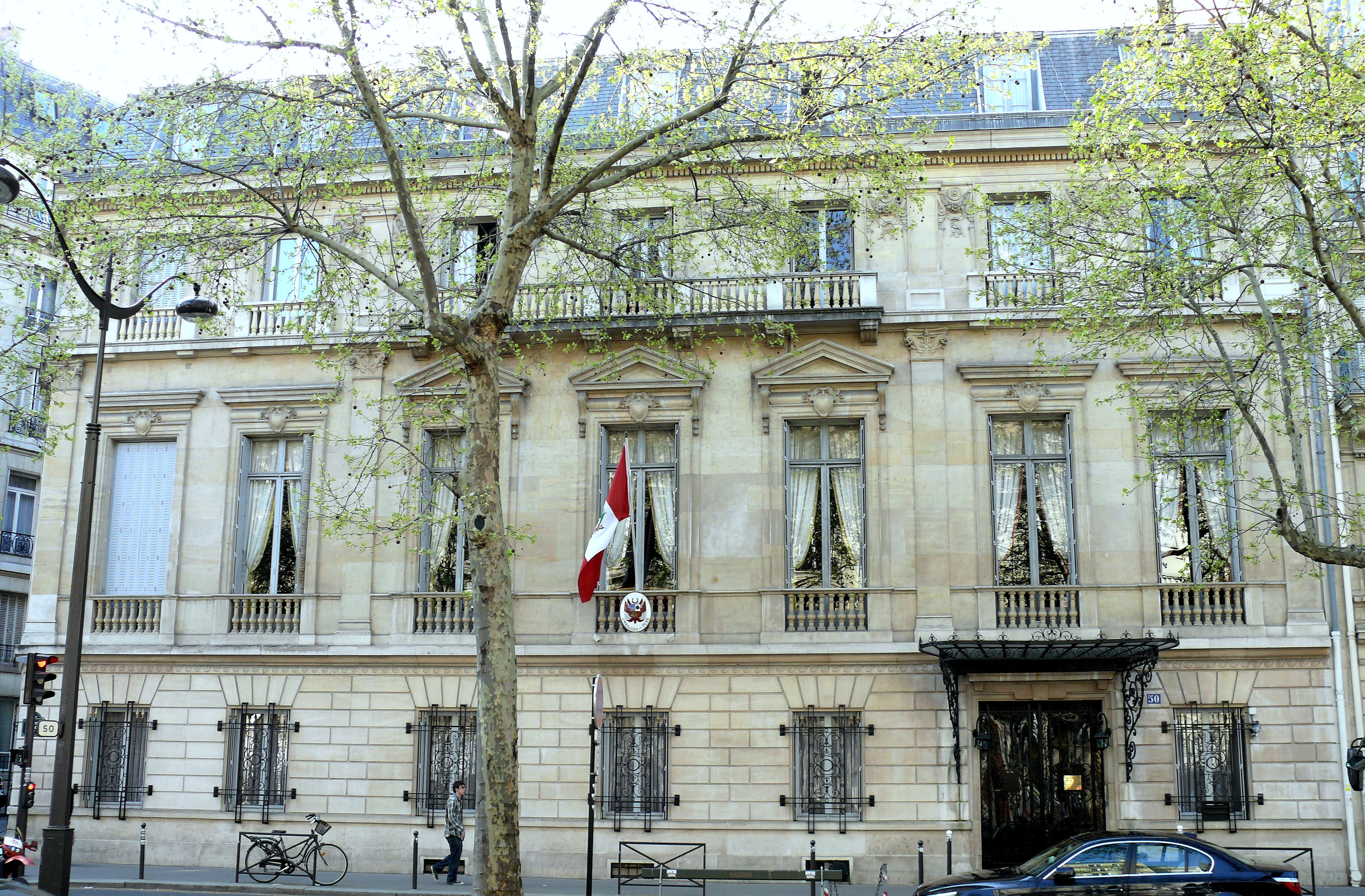
Ambassade à Paris.
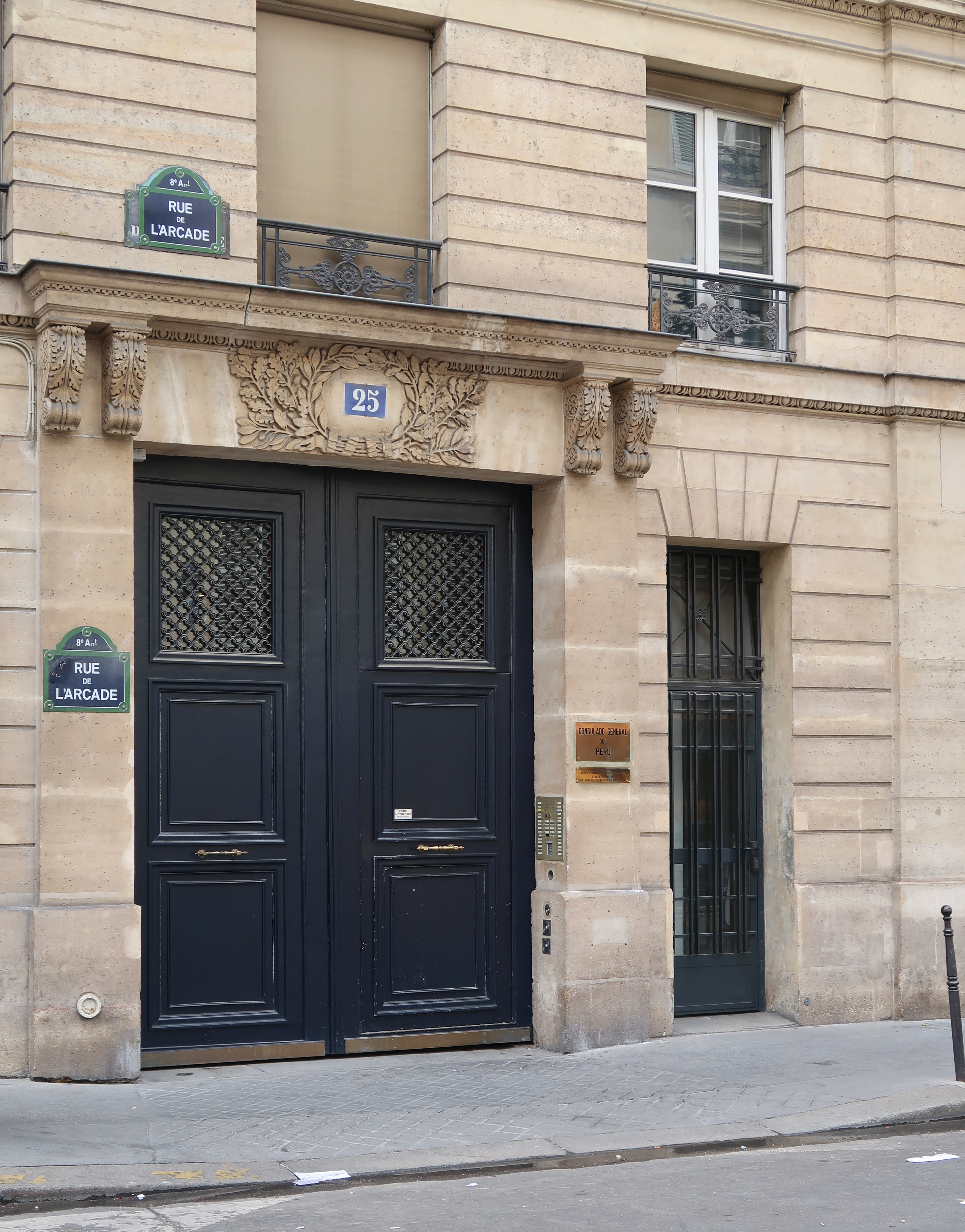
Consulat général à Paris.
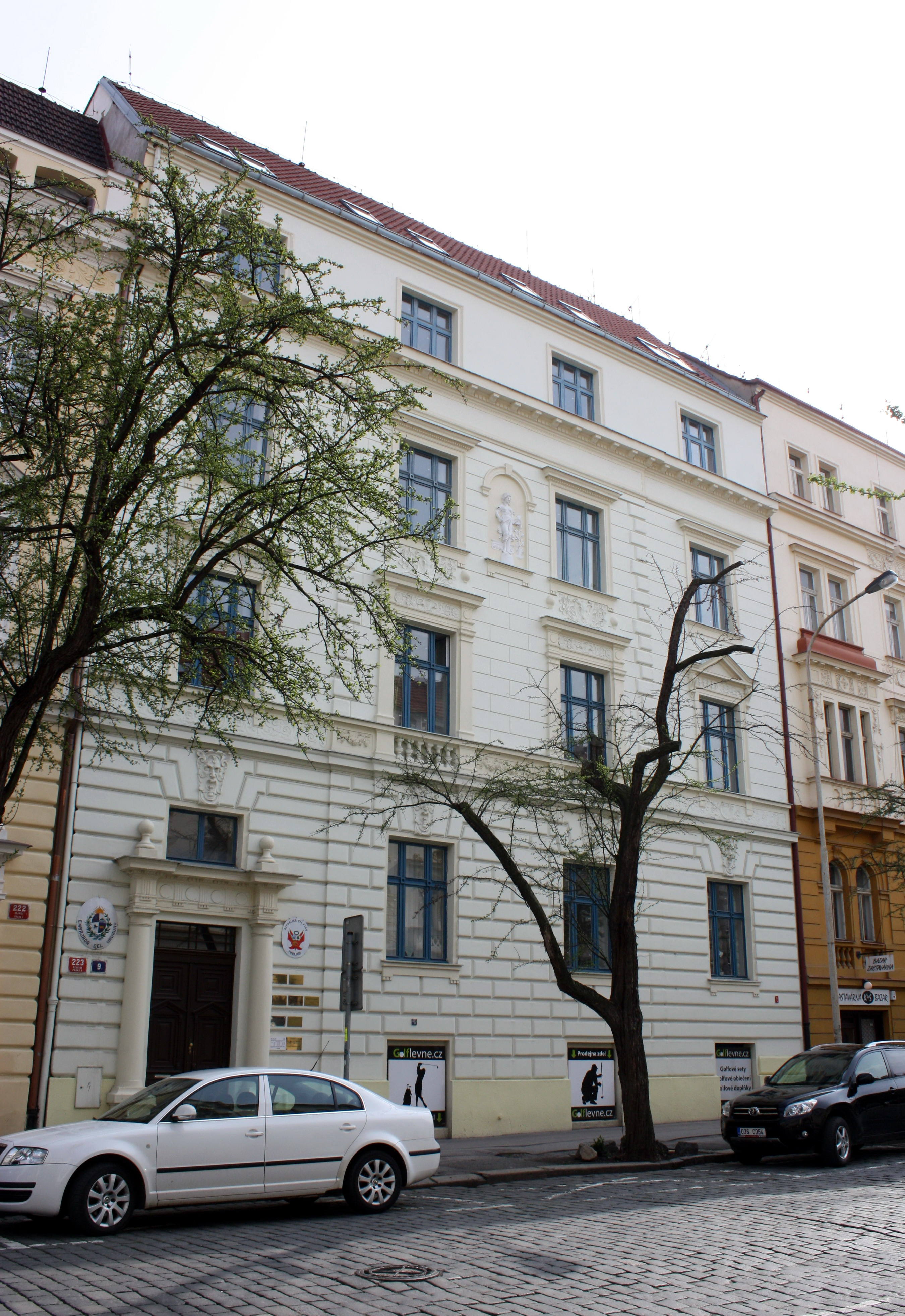
Ambassade à Prague.
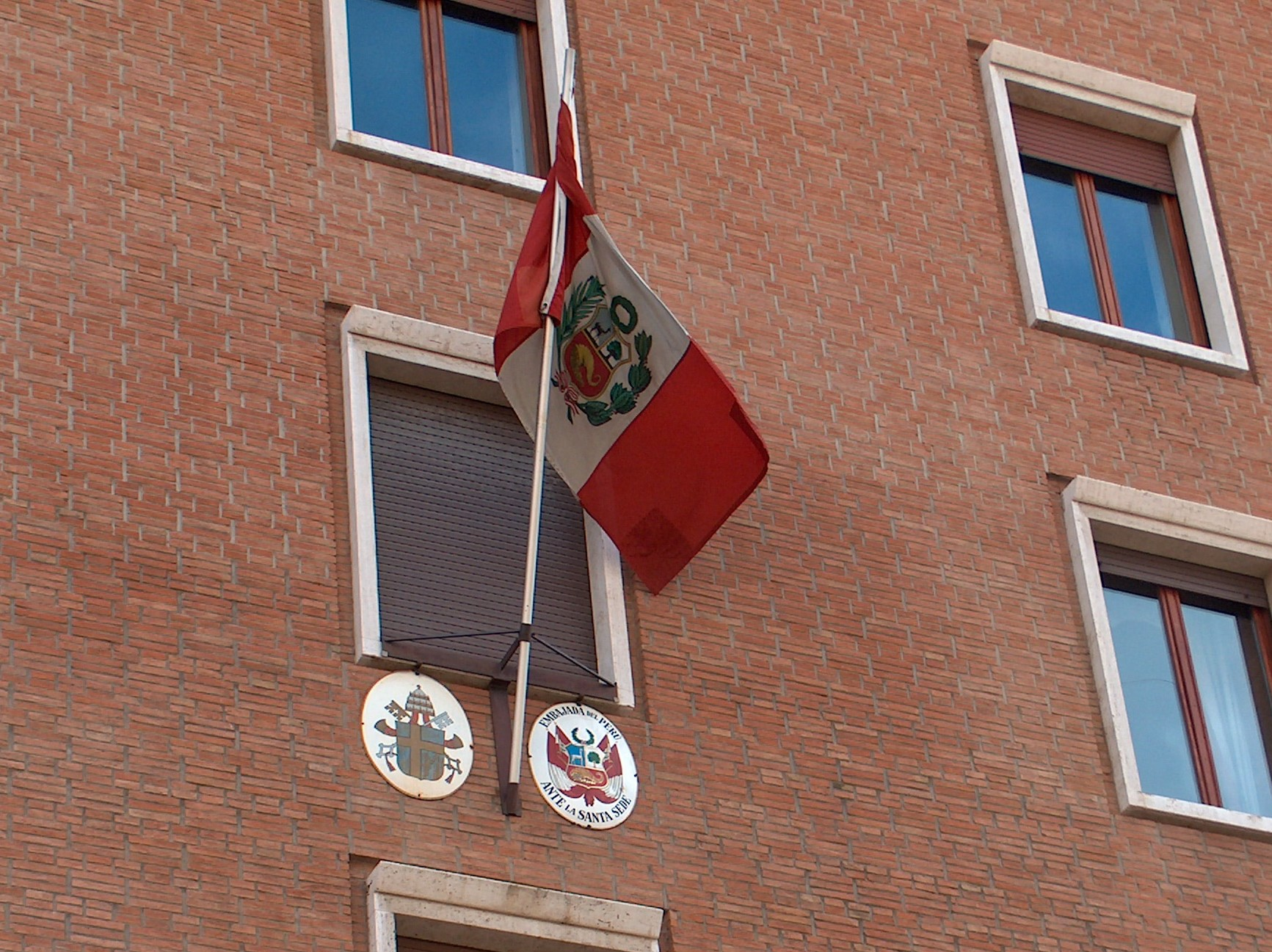
Ambassade auprès la Cité du Vatican à Rome.
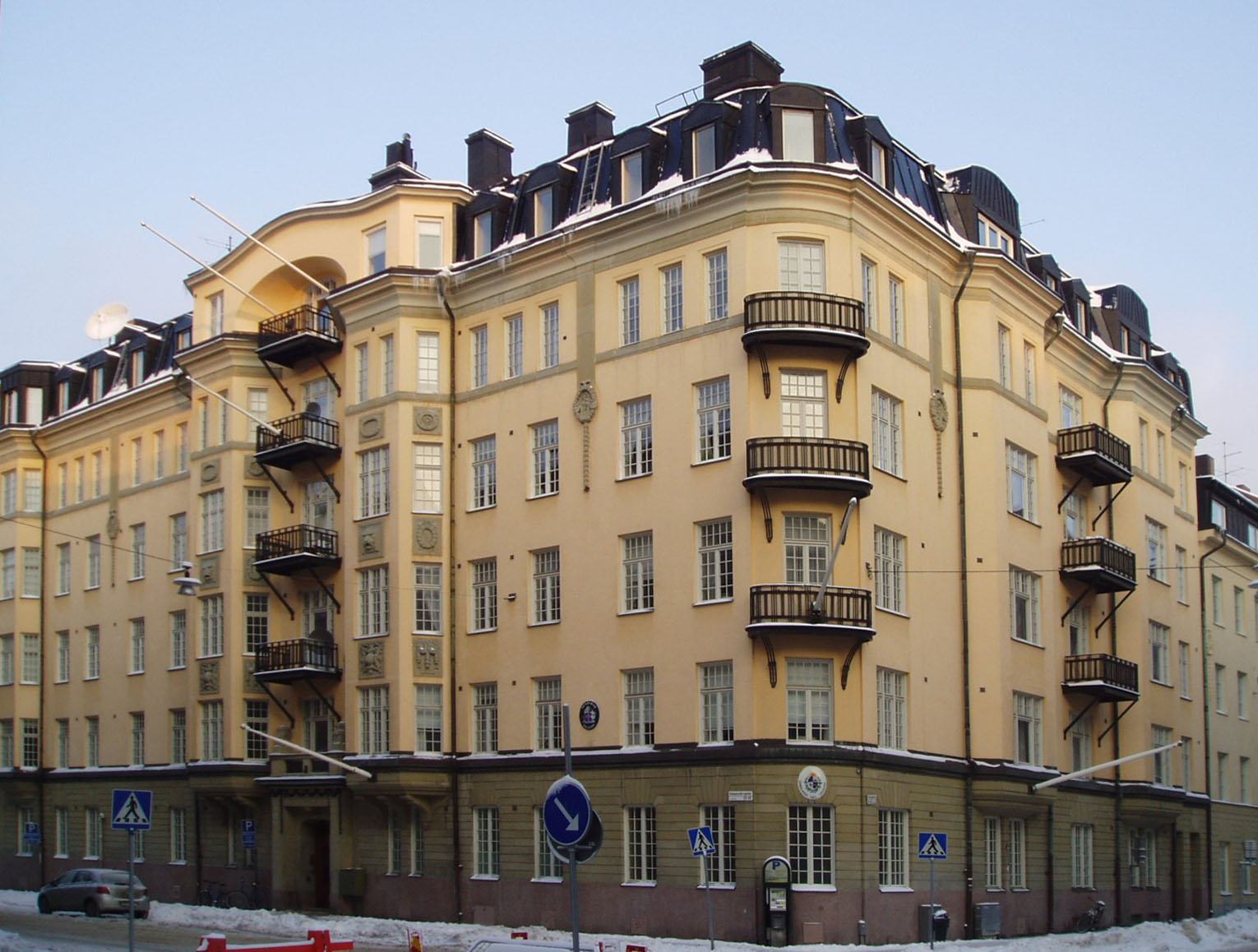
Ambassade à Stockholm.
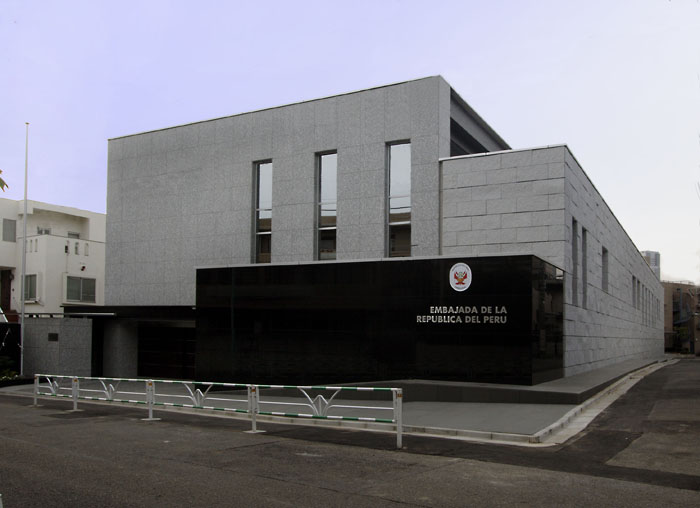
Ambassade à Tokyo.
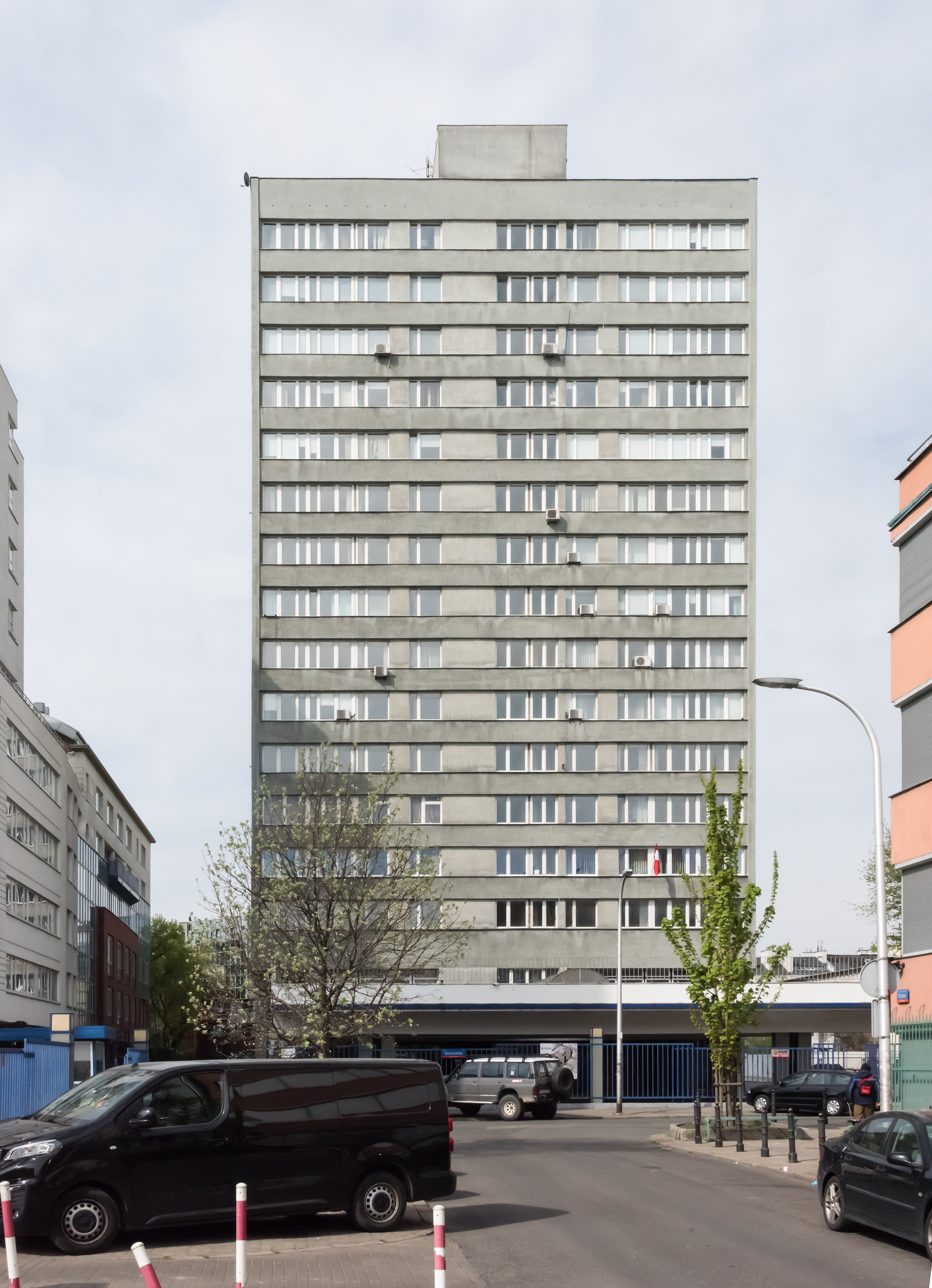
Ambassade à Varsovie.
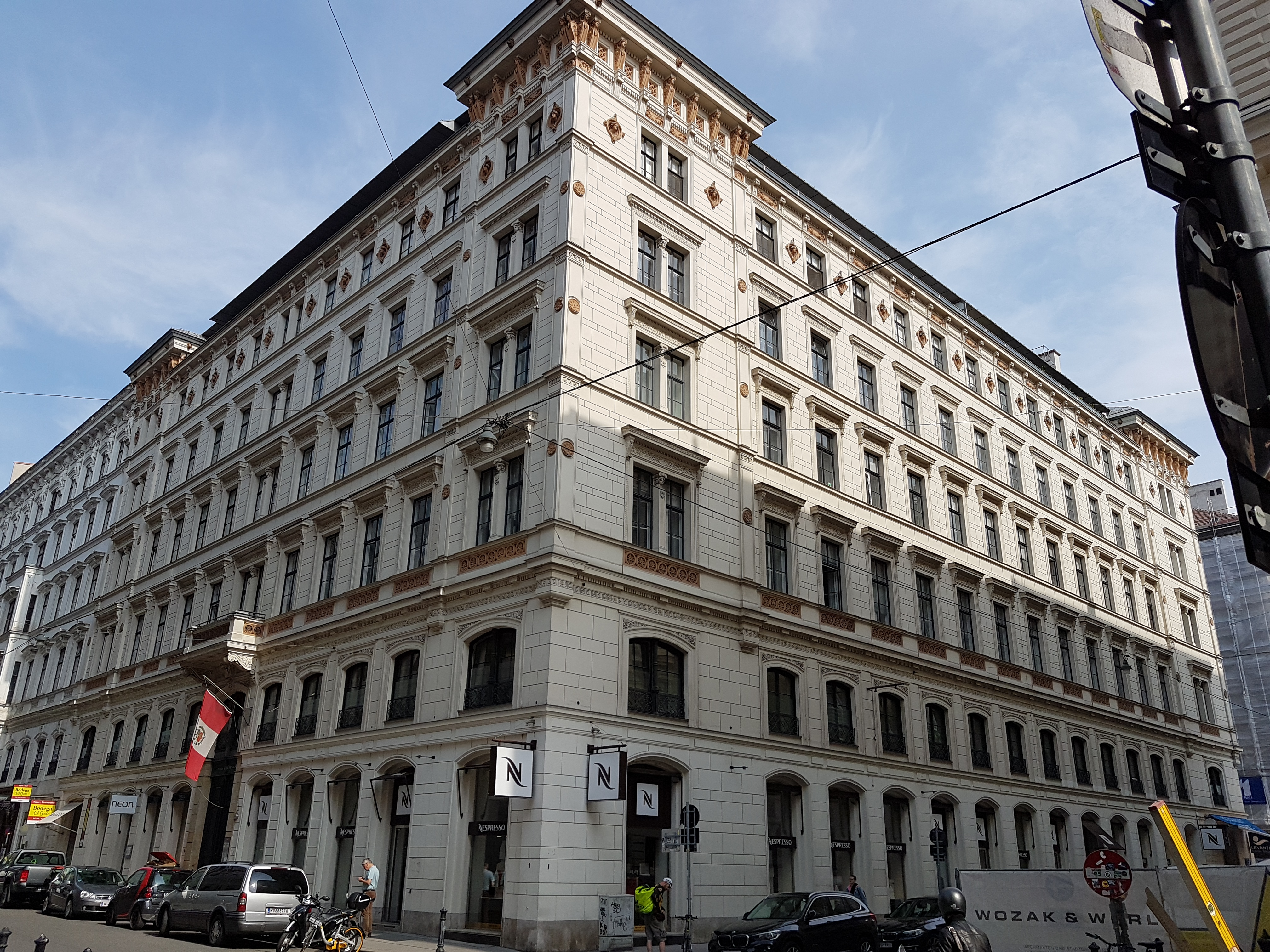
Ambassade à Vienne.
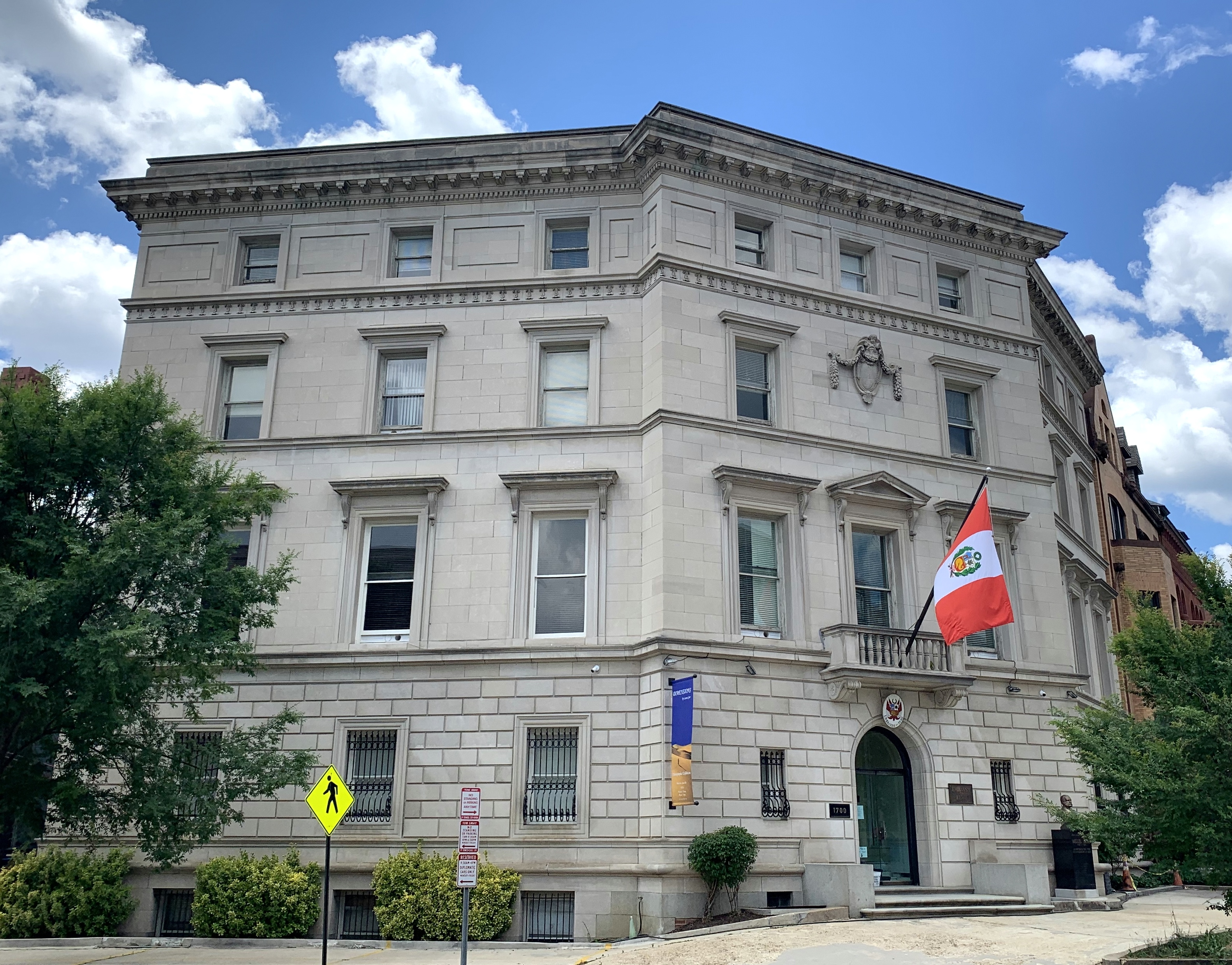
Ambassade à Washington.
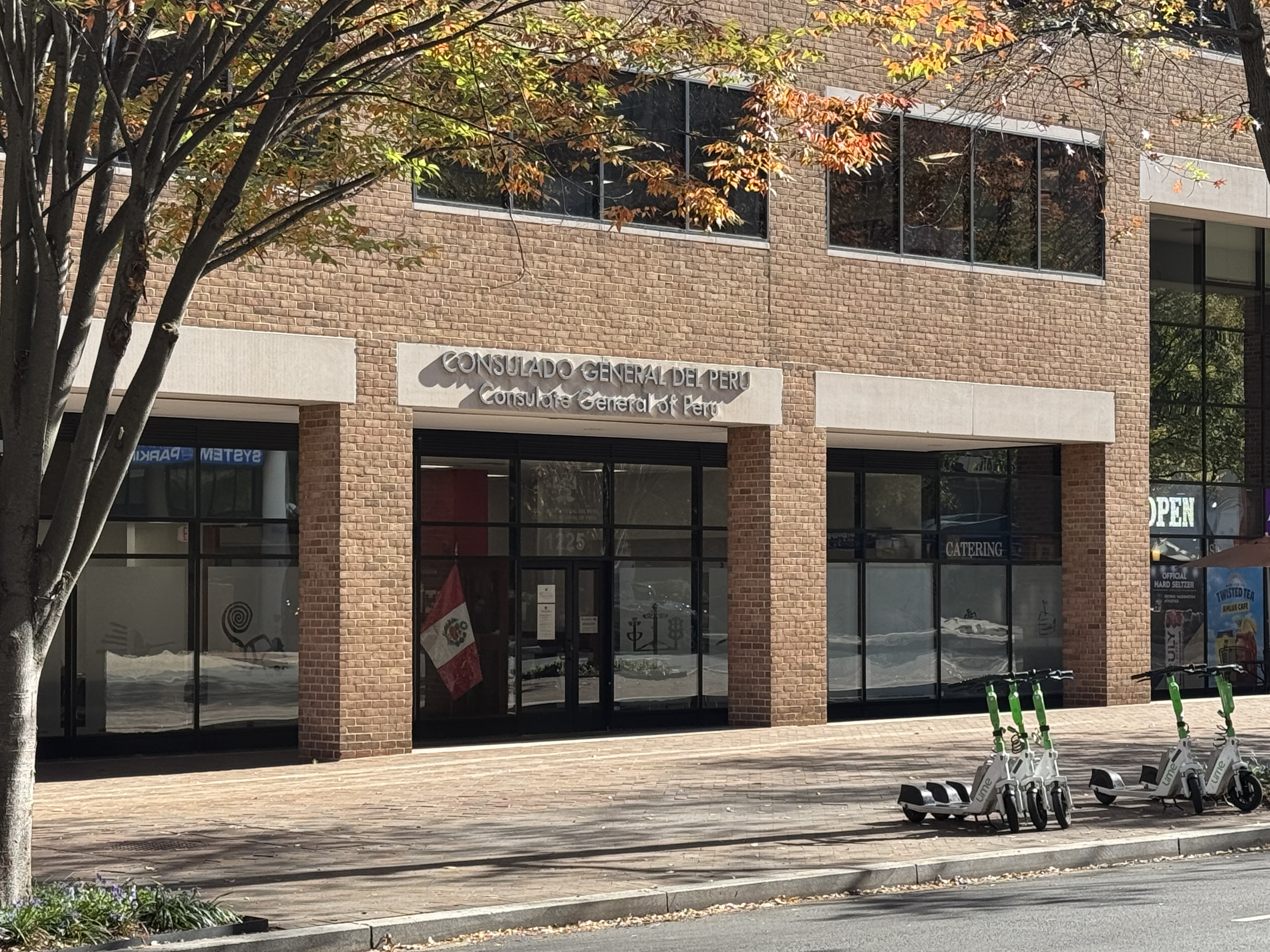
Consulat général à Washington.
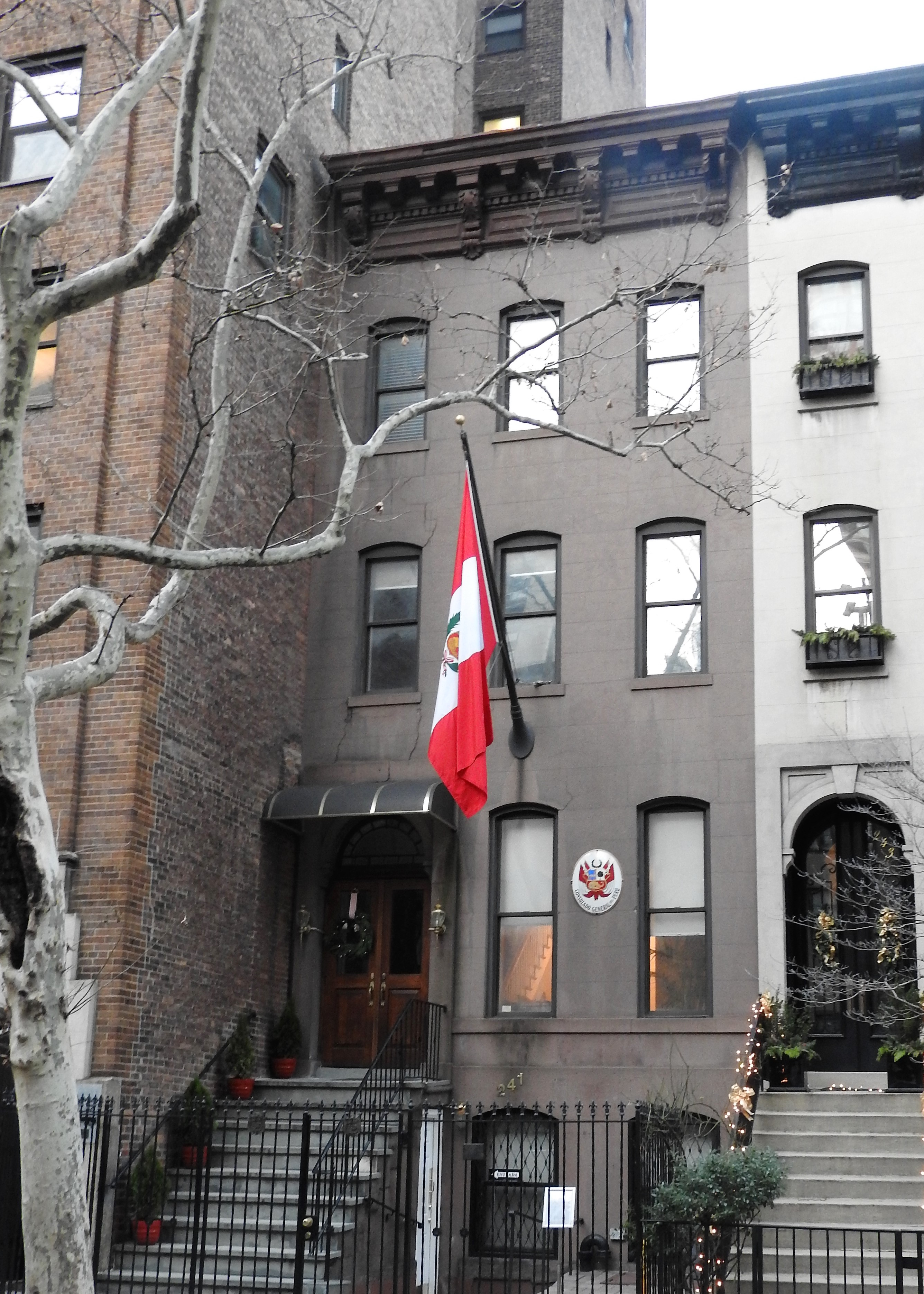
Consulat général à New York.